# Huanguelén
Huanguelén est une localité argentine située dans les partidos de Guaminí et Coronel Suárez, dans la province de Buenos Aires.

## Religion
| Diocèse  | Bahía Blanca |
| -------- | ------------ |
| Paroisse | San José     |